# Chu trình nhiệt động lực học
Chu trình nhiệt động lực học là một chuỗi các quá trình nhiệt động lực học có liên quan đến nhau bao gồm sự truyền nhiệt, quá trình công vào trong hệ và công ra khỏi hệ, sự thay đổi áp suất, nhiệt độ và các biến số trạng thái khác của hệ rồi cuối cùng đưa hệ trở về trạng thái ban đầu.